# Catsuit

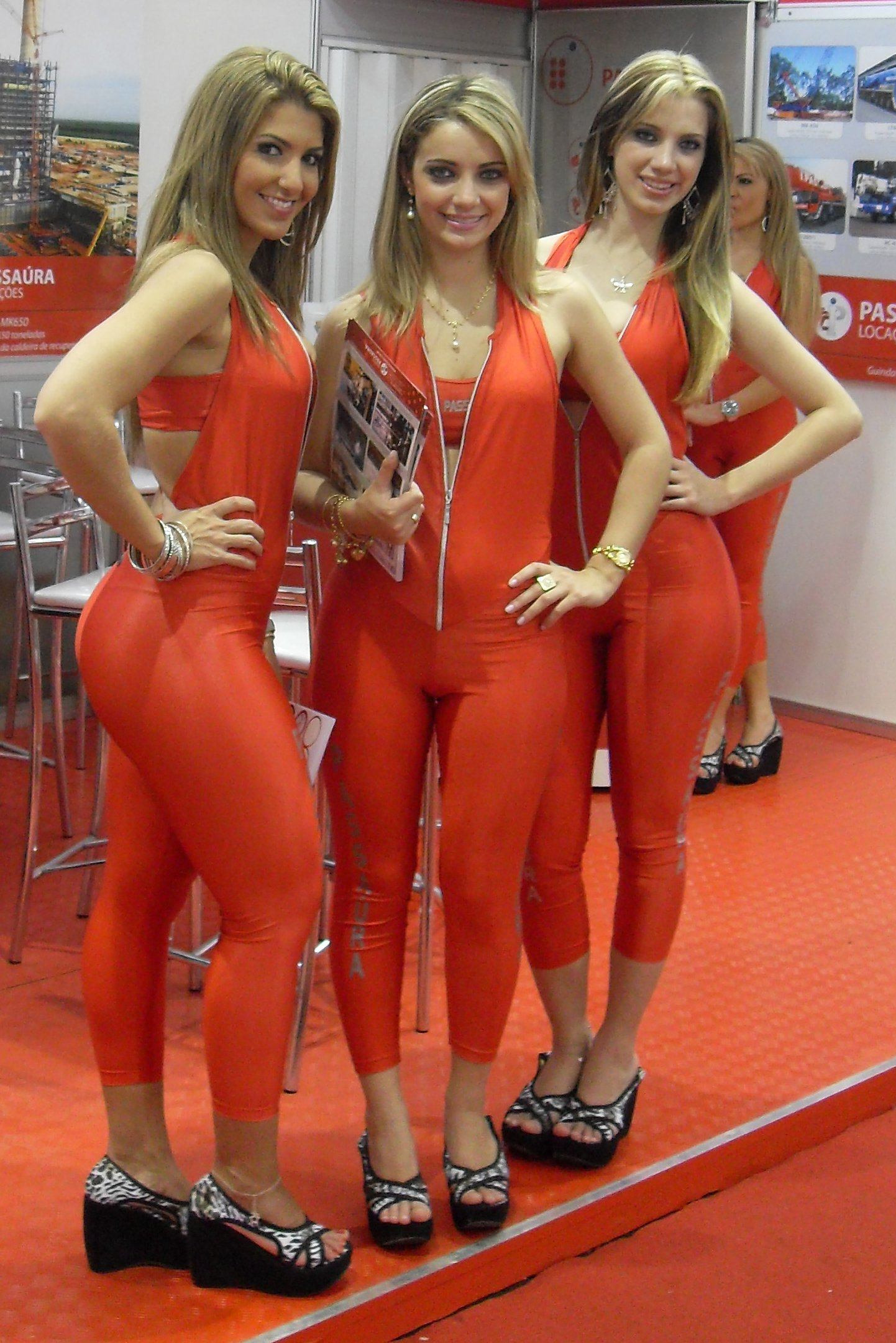
Modelle brasiliane che indossano un catsuit senza maniche

Il catsuit (pronuncia inglese [ˈkætˌsuːt]) è una tuta intera molto aderente, realizzata in lana o materiale elastico come lycra, latex, PVC. Dotato solitamente di cerniera lampo, è tipicamente un abito in grado di mettere in risalto le forme del corpo di chi lo indossa.

## Utilizzo

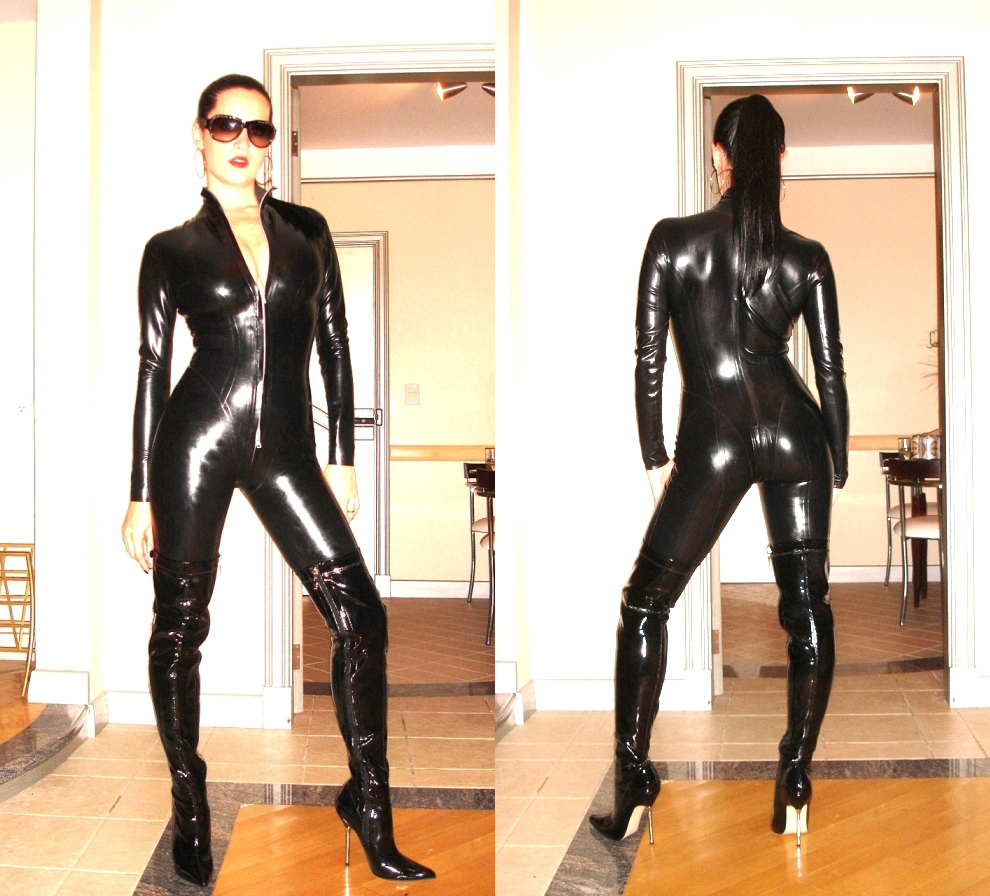
Donna in abbigliamento fetish con catsuit nero in latex

I primi modelli di catsuit risalgono attorno agli anni 1930, sebbene cominciarono ad andare di moda durante gli anni 1960. Negli anni 1970 i catsuit si diffusero tra i praticanti dell'aerobica e tra i frequentatori delle discoteche. In questo stesso periodo anche alcuni atleti, come ciclisti, pattinatori di velocità e ginnasti, cominciarono a indossare degli indumenti simili ai catsuit con caratteristiche adattate alle loro esigenze sportive.
I catsuit sono popolari anche negli ambienti fetish e BDSM, specialmente tra gli appassionati di bondage. In questi casi si tratta solitamente di materiali ultraderenti e lucenti, più comunemente in latex. Nello zentai il catsuit ricopre per intero dalla testa fino ai piedi, compresa la faccia, tutto il corpo di chi lo indossa.

## Catsuit nella cultura di massa
Il catsuit è spesso un abito indossato da vari personaggi cinematografici, televisivi, fumettistici e da alcuni artisti.
- Nella serie televisiva britannica Agente speciale i personaggi di Cathy Gale (interpretata da Honor Blackman) ed Emma Peel (interpretata da Diana Rigg) indossavano catsuit aderenti in pelle.
- Molti cantanti sono soliti indossare catsuit durante i loro concerti o video musicali; tra i più famosi figurano Elodie, Cher, Kylie Minogue e Madonna.[2]
- Nella serie di Batman, l'antagonista del supereroe Catwoman è divenuta una icona grazie al tipico catsuit che indossa. Anche Batgirl indossa un caratteristico catsuit.
- Serie cinematografiche come quelle di X-Men, Charlie's Angels e Matrix includono tutte personaggi che indossano catsuit.
- Nella cultura popolare, lo stereotipo della mistress è rappresentato da una donna che indossa un catsuit.